# Șorț

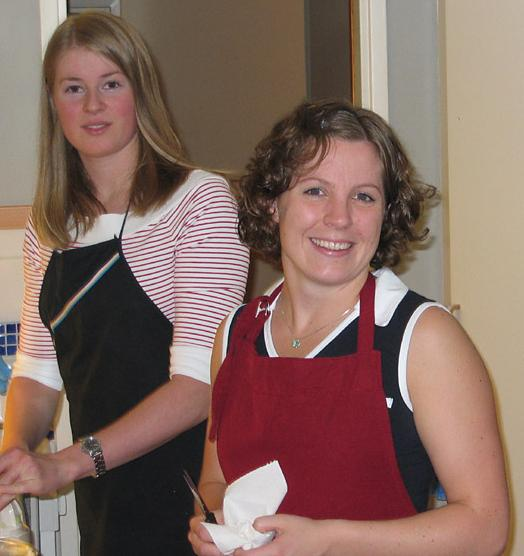
Femeie purtând un șorț

Un șorț este un articol de îmbrăcăminte purtat peste haine pentru a le proteja în timpul lucrului. Este folosit de bucătari, menanjere, chelneri, asistenți, etc.